# مایا لو تیسیر
مایا لو تیسیر (انگلیسی: Maya Le Tissier؛ زادهٔ ۱۸ آوریل ۲۰۰۲) بازیکن فوتبال اهل انگلستان است که در پست مدافع میانی برای باشگاه منچستریونایتد در سوپر لیگ زنان انگلستان بازی می‌کند.
وی همچنین در تیم‌های ملی فوتبال زیر ۱۷ سال زنان انگلستان, زیر ۱۹ سال زنان انگلستان, زیر ۲۳ سال زنان انگلستان و زنان انگلستان بازی کرده است.